# Agapetes
Agapetes is een geslacht van struiken uit de heidefamilie (Ericaceae). De soorten komen voor in de Himalaya, waar ze groeien in gebieden met een koelgematigd tot een subtropisch klimaat. 

## Soorten
- Agapetes aborensis Airy Shaw
- Agapetes acosta Dunal
- Agapetes acuminata D.Don ex G.Don
- Agapetes acuminatissimum Nied.
- Agapetes affinis (Griff.) Airy Shaw
- Agapetes arunachalensis D.Banik & Sanjappa
- Agapetes beccariana Koord.
- Agapetes bhutanica N.P.Balakr. & Sud.Chowdhury
- Agapetes brandisiana W.E.Evans
- Agapetes bullata Dop
- Agapetes buxifolia Nutt. ex Hook.f.
- Agapetes camelliifolia S.H.Huang
- Agapetes costata C.H.Wright & Sleumer

... · 
Acrothamnus · 
Acrotriche · 
Agapetes · 
Agarista · 
Andersonia · 
Andromeda · 
Arbutus · 
Arctostaphylos · 
Calluna · 
Cassiope · 
Chimaphila · 
Daboecia · 
Dracophyllum · 
Empetrum · 
Enkianthus · 
Erica (Dophei) · 
Kalmia · 
Leptecophylla · 
Moneses · 
Monotropa · 
Orthilia · 
(Oxycoccus (Veenbes)) · 
Pieris · 
Pyrola (Wintergroen) · 
Rhododendron (Rododendron) · 
Vaccinium (Bosbes) . 
Woollsia . 
...